# Júlio César da Silva
Júlio César da Silva, conegut com a Júlio César, (8 de març de 1963) és un exfutbolista brasiler.

## Selecció del Brasil
Va formar part de l'equip brasiler a la Copa del Món de 1986.

## Referències

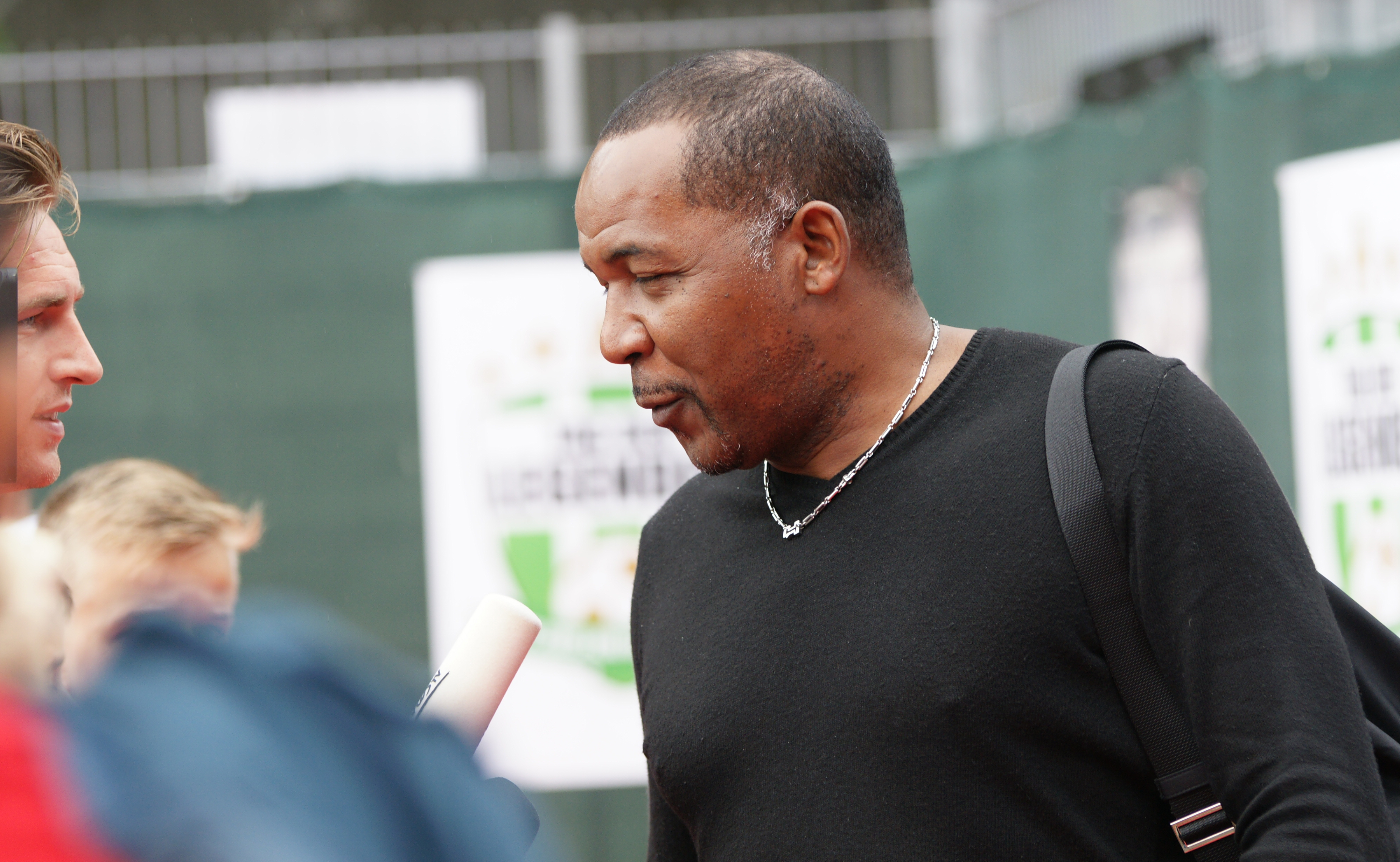
Júlio César el 2014.